# Stemonocera cornuta
Stemonocera cornuta är en tvåvingeart som först beskrevs av Giovanni Antonio Scopoli 1771.  Stemonocera cornuta ingår i släktet Stemonocera och familjen borrflugor. Arten har ej påträffats i Sverige. Inga underarter finns listade i Catalogue of Life.